# Bodo Ebhardt

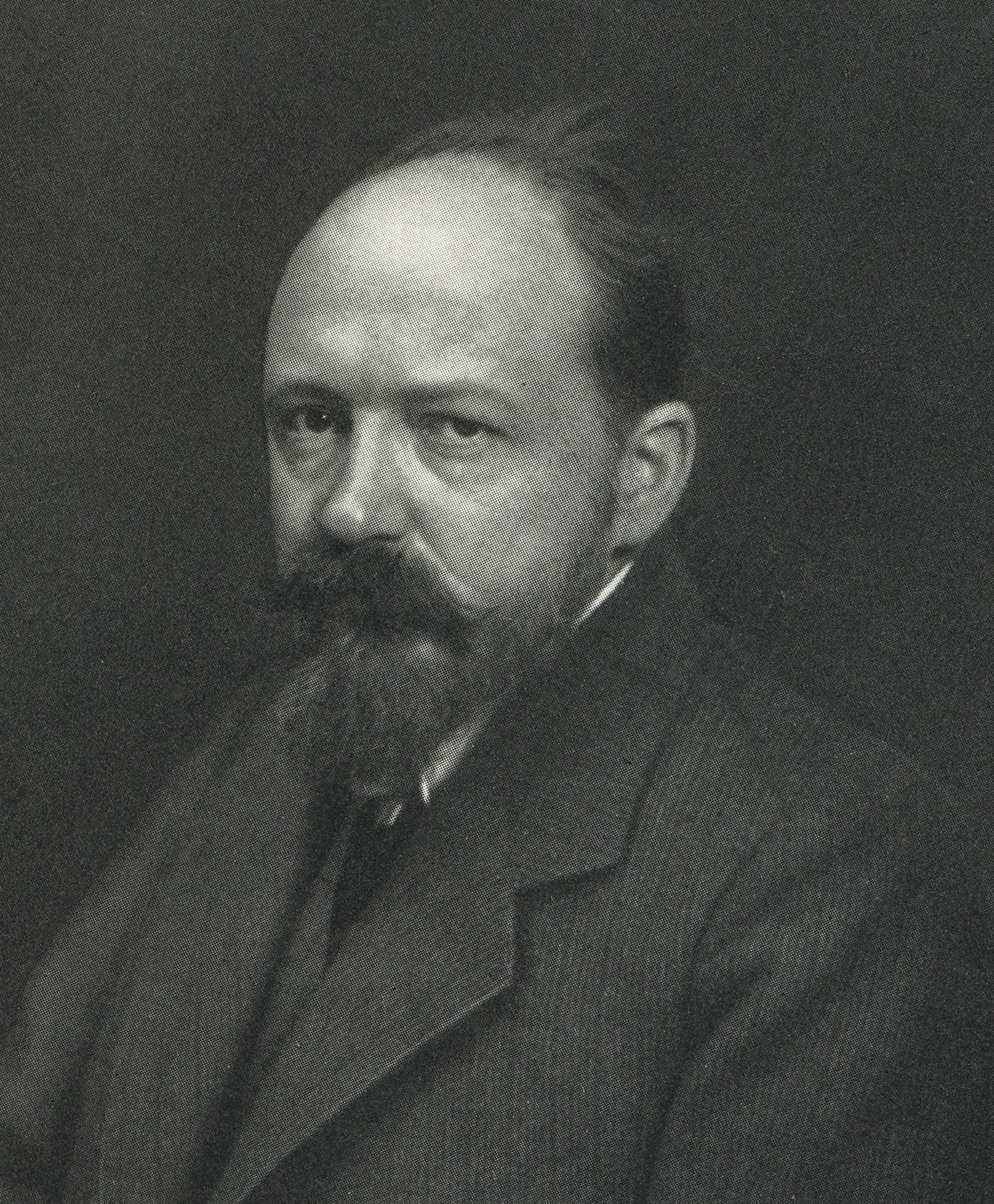
Bodo Ebhardt, Porträtfotografie von Rudolf Dührkoop, 1912

Bodo Ebhardt (* 5. Januar 1865 in Bremen; † 13. Februar 1945 auf der Marksburg bei Braubach; vollständiger Name: Bodo Heinrich Justus Ebhardt) war ein deutscher Architekt, Architekturhistoriker, Burgenforscher, Gründer und langjähriger Präsident der Deutschen Burgenvereinigung.

## Biografie

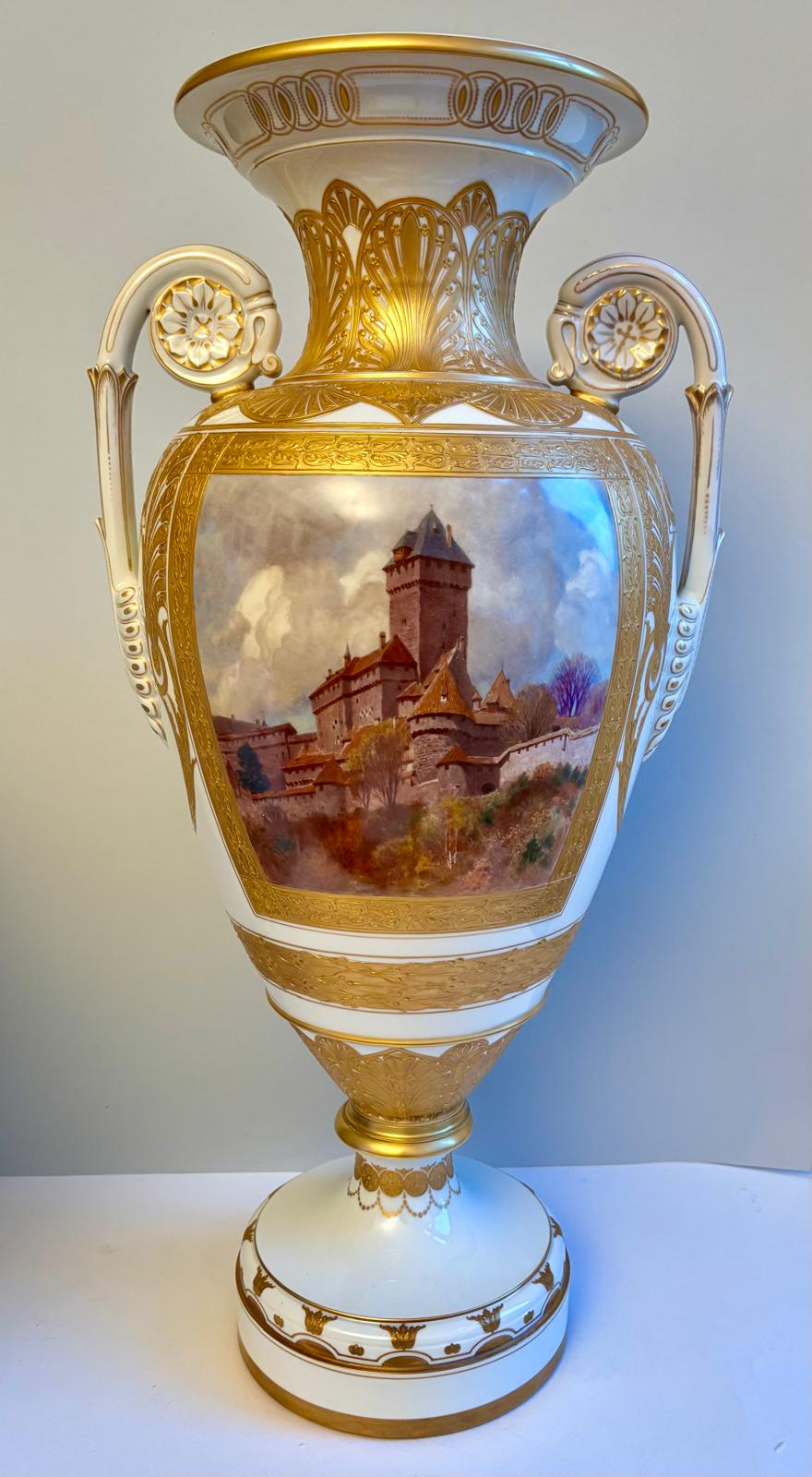
KPM Vase von 1908 mit Veduten der Hohkönigsburg und verso der Burg Hohenzollern

Ebhardt war der Sohn des Bremer Möbelfabrikanten und Kaufmanns Carl Ebhardt (1836–1905) und dessen Ehefrau Agnes geb. Krollmann (1838-nach 1908). Er besuchte die Schule in Sankt Goarshausen, wo er sich für Burgen begeisterte. Nach dem Schulabschluss mit der Obersekundareife machte er ab 1880 eine kaufmännische Lehre in Magdeburg und Bremen, gab diesen Beruf gegen den Wunsch seiner Eltern aber bald auf, um sich autodidaktisch weiterzubilden und besuchte Vorlesungen in Berlin. 1890 eröffnete er sein eigenes Architekturatelier in Berlin. Als Burgenforscher und -restaurator gewann er die Freundschaft Kaiser Wilhelms II., der ihn mit dem Wiederaufbau der Hohkönigsburg im Elsass beauftragte und Ebhardt nach erfolgter Restaurierung dieser historischen Wohnwehrbauanlage 1908 auch eine große KPM-Vase mit je einer Veduten der Hohkönigsburg und der Burg Hohenzollern schenkte. Bekannt wurde Ebhardt durch die Rekonstruktion zahlreicher Burgen im Stil der späten Burgenromantik. So betreute er mitunter zeitgleich 25 Rekonstruktionen von Burgen – so z. B. auch der Veste Coburg, Schloss Neuenstein, den Wiederaufbau nach Brand der Gröditzburg, Schloss Sallgast und die Marksburg als Sitz der Deutschen Burgenvereinigung. Er strebte Stilechtheit und historische Genauigkeit an, war jedoch mit seinen Methoden in seiner Zeit nicht unumstritten – da er auch historisch anmutende Formen erfand, was den seinerzeit geltenden denkmalpflegerischen Grundsätzen widersprach. In Thüringen und Sachsen wirkte er z. B. auf der Wartburg, der Veste Wachsenburg, im Altenburger Schloss, auf Schloss Eichicht, beim Wiederaufbau nach Brand von Burg Scharfenstein und beim Neubau von Haus Mühlberg in Ohrdruf.
1890 heiratete er die 1870 geborene Elfriede Krebs. Sein Sohn Fritz (1894–1958) übernahm 1931 sein Architekturbüro.
1899 gründete er die Deutsche Burgenvereinigung und ab 1909 lebte er auf der Marksburg in Braubach. Von 1920 bis 1945 war er Präsident der Deutschen Burgenvereinigung. Ebhardt war Professor und Hofbaurat, wurde 1909 Ehrenbürger von Braubach und war 1928 Gründungsmitglied des Vereins Freunde der Plassenburg. Zudem war er Mitglied der Berliner Freimaurerloge Zum Pegasus. Im Jahr 1945 gab er das Amt des Präsidenten der Deutschen Burgenvereinigung an seinen Sohn Fritz Ebhardt weiter.

## Werk

### Bauten und Entwürfe

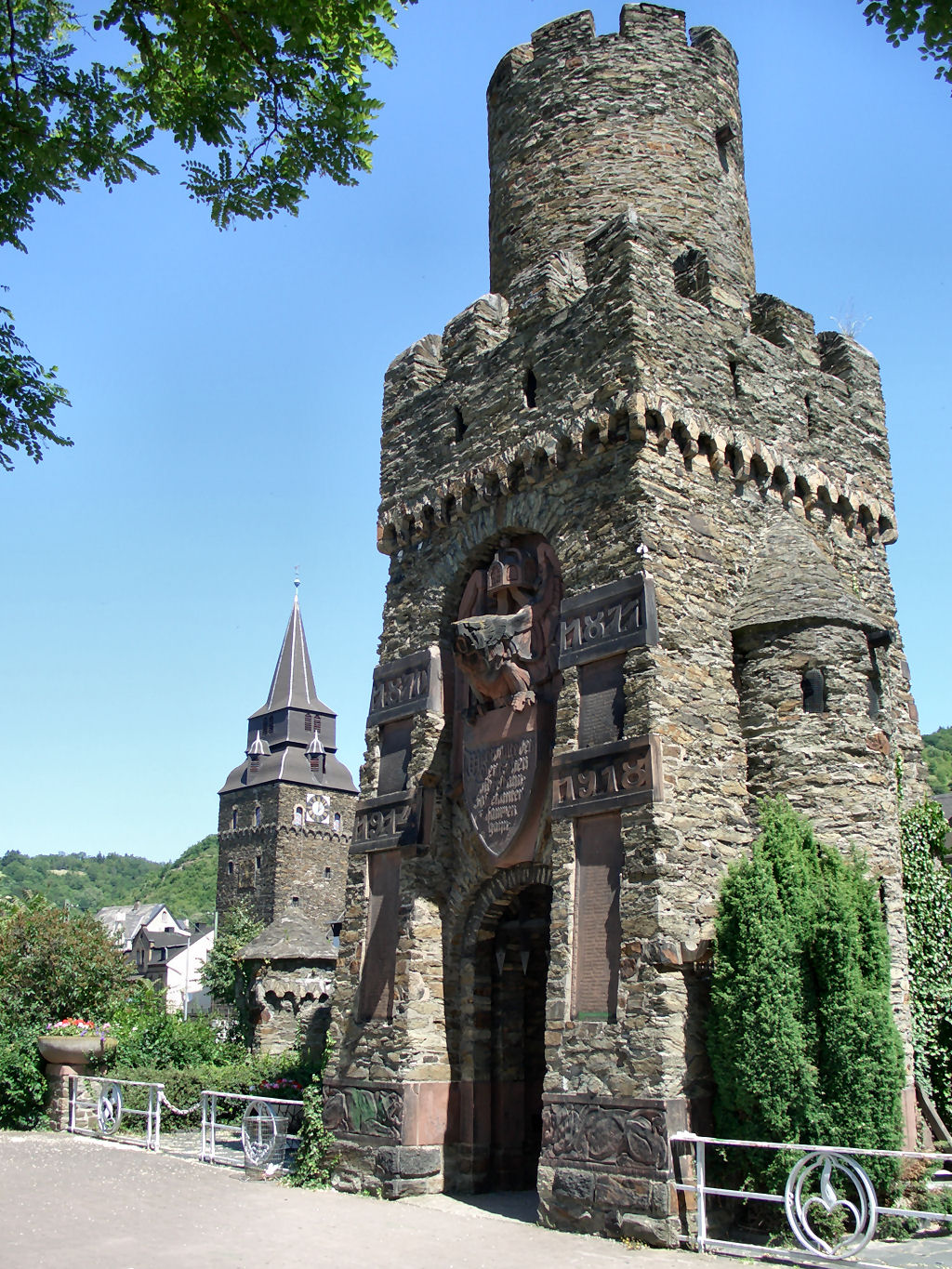
Braubach am Rhein
Kriegerdenkmal 1870/71,
nachgewidmet für die Gefallenen des Ersten Weltkrieges

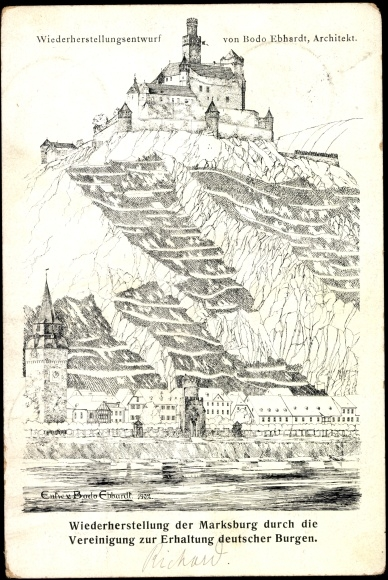
Wiederherstellungsentwurf der Marksburg

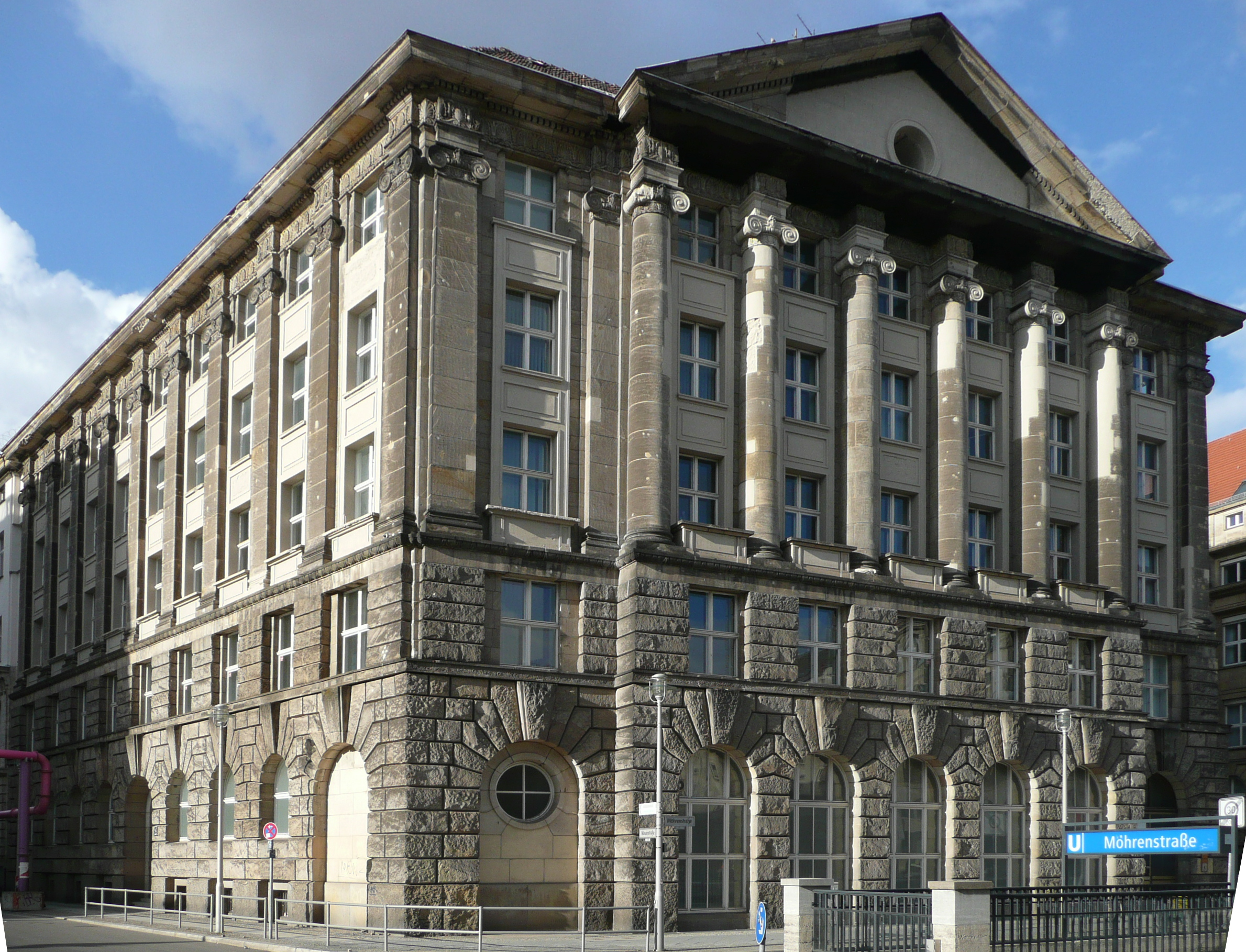
Verwaltungsbau für die Allianz-Versicherung in Berlin (1913–1916)

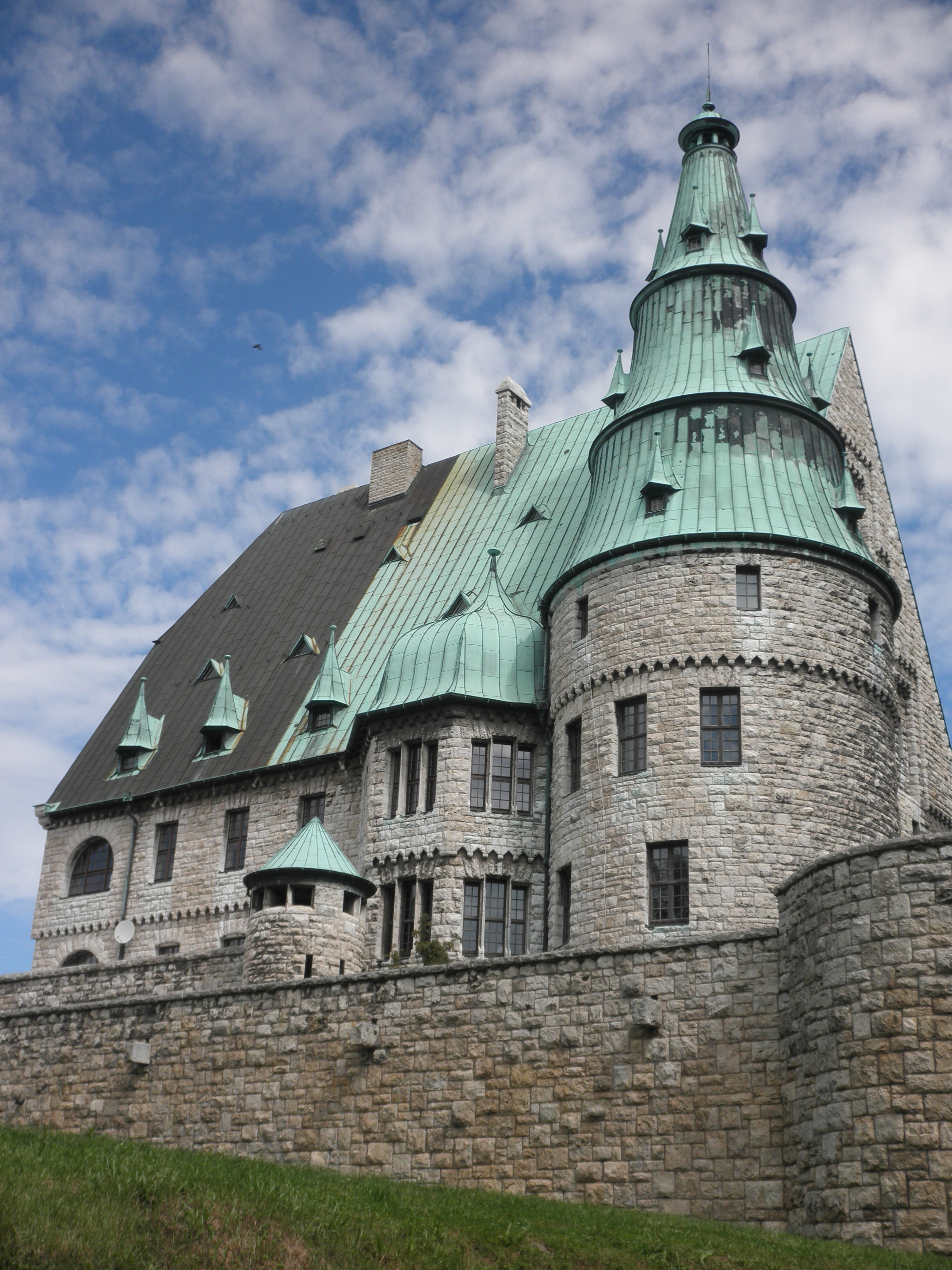
Villa Mühlberg in Ohrdruf

- 1892–1893: Villa Seibt in Berlin-Grunewald
- 1893–1894: Landhaus Ebhardt in Berlin-Grunewald
- 1894: Wohn- und Geschäftskomplex „Wilhelmshof“ in Groß-Lichterfelde bei Berlin
- 1894: Logierhaus „Fürstenhof“ in Karlshorst bei Berlin
- 1894–1895: Stallgebäude der Villa Färber in Aachen-Burtscheid
- 1895–1896: Haus Schröder-Poggelow in Berlin-Tiergarten
- 1896: Villa Scheche in Berlin-Grunewald
- 1896: Wohnhaus Ebhardt in Berlin-Tiergarten, Rauchstraße 13
- 1898: Sportdenkmal in Berlin
- 1899–1901: Villa Langenscheidt in der Colonie Alsen, Berlin-Wannsee, Colomierstraße 1 (Stallgebäude 1902–1903 ergänzt)
- 1899–1900: Villa Passow/Vulpius/Voss (heute Palais Voss) in Heidelberg, Gaisbergstraße 55–57
- 1900–1934: Restaurierung der Marksburg oberhalb Braubach am Rhein
- 1901–1908: Restaurierung der Hohkönigsburg (französisch Haut-Kœnigsbourg) im Elsass
- 1901–1902: Villa Cornelius Meyer in Berlin-Grunewald
- 1901–1902: Umbau des Schlosses Hohenhaus (Herleshausen)
- 1903: Kriegerdenkmal 1870/71 in Braubach
- vor 1904: Wirtschaftsgebäude zur Villa Martin in Neubabelsberg
- 1904: Villa Remmer in Berlin-Grunewald
- 1904–1906: Erweiterung des Schlosses Landonvillers in Lothringen
- 1905–1906: Wiederherstellung des Kirchensaals von Schloss Altenburg nach einem Brand
- 1906–1908: Neubau der Hakeburg in Kleinmachnow
- 1906–1908: Restaurierungsarbeiten und Ergänzungsbauten an der Gröditzburg
- 1906–1925: Restaurierung und Aufstockung von Schloss Neuenstein (Hohenlohe)
- 1908–1909: Villa Ribbeck in Berlin-Grunewald
- 1909–1925: Restaurierung und Bau mehrerer Neubauten auf der Veste Coburg
- vor 1910: Haus Lucke in Schlettstadt
- 1910: Wettbewerbsentwurf für ein Bismarck-Nationaldenkmal auf der Elisenhöhe bei Bingerbrück (nicht prämiert)[4]
- 1911–1912: Restaurierung von Schloss Sallgast
- 1911–1913: Totalumbau von Schloss Wommen
- 1912–1913: Restaurierung der Burg Langenau[5]
- 1912–1913: Bankhaus von der Heydt (sogenanntes „Kleisthaus“) in Berlin, Mauerstraße 53
- 1912–1914: Neubau des Wartburg-Gasthofs in Eisenach
- 1912–1914: Restaurierung der Burg Tzschocha
- 1913–1914: Restaurierung und Erweiterung von Schloss Groß Leuthen
- 1913–1916: Fürstliches Hoftheater in Detmold
- 1914–1915: Erweiterungsbau der Allianz Versicherungs-AG in Berlin
- 1914–1925: freie Rekonstruktion der Burg Kipfenberg
- 1916: Bebauungsplan und Entwürfe für den Wiederaufbau Neidenburgs (Nidzica), Rathausbau in stark veränderter Form[6]
- 1920: Versuch einer Wiederherstellung des Schlosses Neuhausen
- 1920–1921: Wiederherstellung der Burg Kaulsdorf
- 1920–1923: Wiederherstellung von Schloss Eichicht
- 1921–1923: Wiederherstellung von Burg Scharfenstein nach einem Brand
- 1921–1923: Restaurierung von Burg Creuzburg
- 1922–1927: Neubau der Hornburg auf vorhandenen Grundmauern
- 1922–1928: Ausbau der Burg Heimhof
- 1922–1935: Wiederherstellung des Schlosses Gröditz bei Weißenberg
- 1926–1927: Haus Petschull in Diez an der Lahn
- 1929–1930: Wiederherstellung des Herrenhauses Gollwitz
- 1931–1932: Umbau des Schlosses Arienfels (Arenfels) bei Hönningen am Rhein
- 1933–1935: Neubau der burgartigen Villa Mühlberg in Ohrdruf

### Schriften
- Deutsche Burgen. Wasmuth, Berlin [1898] (Digitalisat).
- Zur Baugeschichte der Hohkönigsburg. Berlin 1901 (Digitalisat).
- Steinerne Zeugen. Wehrbauten Veronas. Burgverlag, Berlin-Grunewald 1911.
- Der Schloßbau. Burgverlag, Berlin-Grunewald 1914.
- Krieg und Baukunst in Frankreich und Belgien. Berlin, 1915
- Die zehn Bücher der Architektur des Vitruv und ihre Herausgeber seit 1484. Burgverlag, Berlin-Grunewald 1919.
- Deutsche Burgen als Zeugen deutscher Geschichte. F. Zillessen, Berlin 1925.
- Schloß Arienfels bei Hönningen am Rhein. Der Bau und seine Geschichte. Burgverlag, Marksburg 1932.
- Spanische Burgenfahrt 1930. Ein Reisebericht. Burgverlag, Marksburg 1934.
- Burg Trifels. Untersuchungen zur Baugeschichte. Burgverlag, Marksburg 1938.
- Der Wehrbau Europas im Mittelalter. Bd. 1 Deutsche Verlagsgesellschaft, Berlin 1939; Bd. 2/I und 2/II H. Rauschenbusch, Stollhamm (Oldenburg) 1958. Reprints von verschiedenen Verlagen.

Ein umfangreiches, durch Ludger Fischer kritisch annotiertes Verzeichnis der Schriften, findet sich in der Publikation Burgenromantik und Burgenrestaurierung um 1900 (s. u.).

## Auszeichnungen
- Goethe-Medaille für Kunst und Wissenschaft (1935)
- Hessischer Verdienstorden Philipps des Großmütigen, Ritter 1. Klasse[7]
- Preußischer Roter Adlerorden IV. Klasse[7]
- Herzoglich Sachsen-Ernestinischer Hausorden, Ritter 1. Klasse[7]
- Plassenburg-Medaille in Gold (1935)